# Коли тремтить земля
«Коли тремтить земля» (рос. «Когда дрожит земля») — радянський художній фільм 1975 року режисера Олександра Косарєва за сценарієм Анатолія Безуглова.

## Сюжет
В основі сюжету — історичний факт: землетрус, який стався в 1970 році на будівництві Чіркейської ГЕС — найсильніший землетрус в історії Дагестану.
Основна дія фільму пов'язана з виробничим конфліктом між начальником будівництва Демидовим і головним інженером Прокоф'євим, кожен з яких по своєму дбає за будівництво ГЕС. Прокоф'єв заборонив проводити будівельні роботи, у зв'язку з небезпекою обвалу скелі, але начальник будівництва Демидов скасував заборону інженера. Тільки після того, як стався землетрус і була реальна загроза прориву греблі, після того, як спільними зусиллями були врятовані люди й відновлені будівельні роботи, вони порозумілися.

## У ролях
- Олег Жаков —  Демидов Андрій Сергійович
- Олександр Бєлявський —  інженер Прокоф'єв Артур Володимирович
- Ірина Короткова —  Світлана
- Анатолій Соловйов —  Іван Мітрошкин
- Світлана Світлична —  Ірина
- Володимир Тхапсаєв —  Алі
- Майя Булгакова —  Ніна Гриценко
- Роман Хомятов —  Голубов
- Хайбула Магомедов —  Заур
- Данило Нетребін —  Гриценко
- Айгум Айгумов —  Рустамов
- Валентин Грачов —  Саня
- Борис Кордунов —  начальник відділу по ТБ
- Тетяна Распутіна —  Ніна (в титрах Т.Катаева)
- Олександр Лебедєв —  робочий
- Анатолій Обухов —  Жора
- Борис Руднєв —  верхолаз
- Віталій Кисельов —  виконроб
- Петро Кононіхін —  епізод
- Валентина Ковтун —  епізод
- Іоланта Мєднова —  в титрах Е.Меднова
- Катерина Маскіна —  епізод
- Борис Панін —  Буданцев
- Геннадій Полунін —  верхолаз
- Михайло Ремізов —  верхолаз
- Віктор Ремізов —  епізод
- Олександр Харитонов —  верхолаз
- Олена Цагіна —  робоча
- Олег Царьков

## Знімальна група
- Сценарист — Анатолій Безуглов
- Постановка — Олександр Косарєв
- Оператор — І. Богданов
- Художник — Володимир Голіков
- Композитор — Олексій Рибников
- Текст пісні на вірші Расул Гамзатов